# Integraal remsysteem

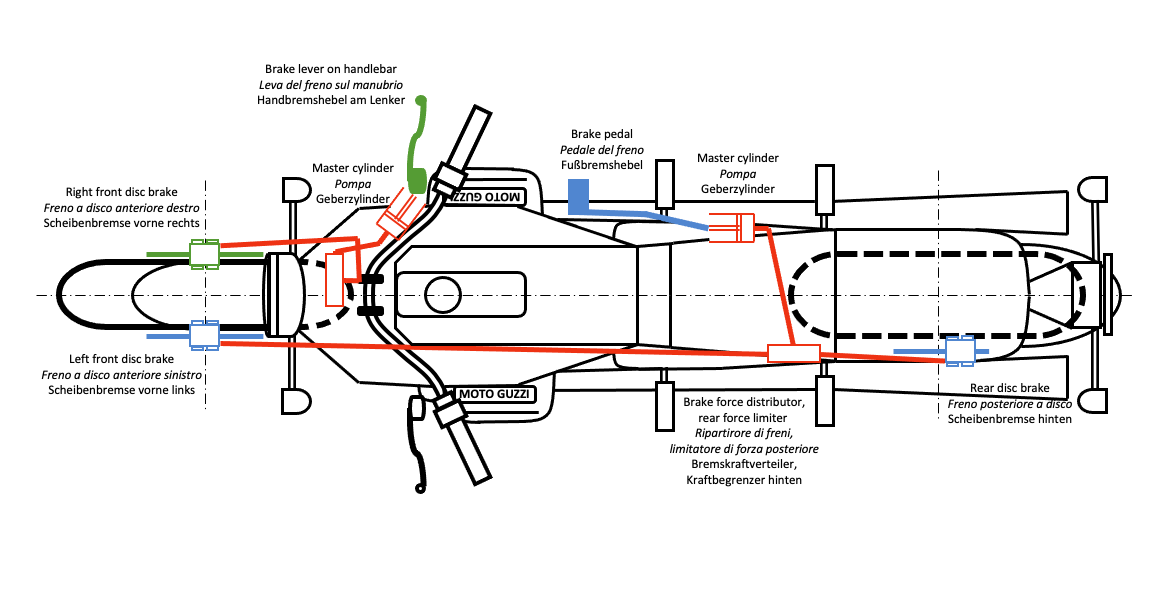
Integraal remsysteem van de Moto Guzzi 850 T3 uit 1975

Integraal remsysteem: Door Moto Guzzi op motorfietsen gebruikt remsysteem waarbij met het rempedaal niet alleen achter, maar ook een van de vóórschijven wordt bediend. De juiste remverhouding (70/30%) wordt verkregen door een drukregelaar in de hoofdremcilinder en andere schijfdiameters.
Het werd begin jaren zeventig ontwikkeld voor de racers, maar wordt nog steeds op sommige modellen toegepast, ook bij andere merken, onder andere UBF (Yamaha) en DCBS (Honda). Het allereerste systeem met gekoppelde voor- en achterrem kwam waarschijnlijk van Rudge-Whitworth. De kopkleppers hadden van 1924 tot 1939 proportioneel gekoppelde remmen. Bij bediening van het rempedaal werden beide wielen gelijk beremd, maar bij harder remmen kreeg de voorrem meer kracht. Bovendien had die ook nog een eigen remhendel.